# Uruguay aux Jeux olympiques
L'Uruguay a participé pour la première fois aux Jeux olympiques en 1924 et a pris part à tous les Jeux d'été depuis sauf à ceux de Moscou en 1980. L'Uruguay n'a participé qu'à une seule édition des Jeux olympiques d'hiver, en 1998. Le comité olympique uruguayen existe depuis 1923.

## Histoire
L'Uruguay remporte deux médailles d'or avec son équipe de football masculine en 1924 puis 1928, les deux seules de son histoire. Par la suite, l'Uruguay a obtenu huit autres médailles, deux en argent et six en bronze, en aviron (1 en argent et 3 en bronze), en cyclisme (1 en argent), en basket (2 en bronze) et en boxe (1 en bronze).

## Autorité de tutelle
Le Comité Olímpico Uruguayo a été créé en 1923. Il est reconnu par le Comité international olympique depuis cette même année.

## Tableau des médailles
| Année | Médaille d'or, Jeux olympiques | Médaille d'argent, Jeux olympiques | Médaille de bronze, Jeux olympiques | Total | Rang |
| 1924  | 1                              | 0                                  | 0                                   | 1     | 19e  |
| 1928  | 1                              | 0                                  | 0                                   | 1     | 24e  |
| 1932  | 0                              | 0                                  | 1                                   | 1     | 26e  |
| 1936  | 0                              | 0                                  | 0                                   | 0     | -    |
| 1948  | 0                              | 1                                  | 1                                   | 2     | 26e  |
| 1952  | 0                              | 0                                  | 2                                   | 2     | e    |
| 1956  | 0                              | 0                                  | 1                                   | 1     | e    |
| 1960  | 0                              | 0                                  | 0                                   | 0     | e    |
| 1964  | 0                              | 0                                  | 1                                   | 1     | e    |
| 1968  | 0                              | 0                                  | 0                                   | 0     | e    |
| 1972  | 0                              | 0                                  | 0                                   | 0     | e    |
| 1976  | 0                              | 0                                  | 0                                   | 0     | e    |
| 1984  | 0                              | 0                                  | 0                                   | 0     | e    |
| 1988  | 0                              | 0                                  | 0                                   | 0     | e    |
| 1992  | 0                              | 0                                  | 0                                   | 0     | e    |
| 1996  | 0                              | 0                                  | 0                                   | 0     | e    |
| 2000  | 0                              | 1                                  | 0                                   | 1     | e    |
| 2004  | 0                              | 0                                  | 0                                   | 0     | e    |
| 2008  | 0                              | 0                                  | 0                                   | 0     | e    |
| 2012  | 0                              | 0                                  | 0                                   | 0     | e    |
| 2016  | 0                              | 0                                  | 0                                   | 0     | e    |
| 2020  | 0                              | 0                                  | 0                                   | 0     | e    |
| Total | 2                              | 2                                  | 6                                   | 10    |      |